# Міхалополь
Міхалополь (пол. Michałopol) — село в Польщі, у гміні Ґідле Радомщанського повіту Лодзинського воєводства.
Населення — 120 осіб (2011).
У 1975-1998 роках село належало до Ченстоховського воєводства.

## Демографія
Демографічна структура станом на 31 березня 2011 року:
|          | Загалом | Допрацездатний вік | Працездатний вік | Постпрацездатний вік |
| -------- | ------- | ------------------ | ---------------- | -------------------- |
| Чоловіки | 62      | 17                 | 40               | 5                    |
| Жінки    | 58      | 8                  | 29               | 21                   |
| Разом    | 120     | 25                 | 69               | 26                   |